# Kirovohrad oblast
Kirovohrad oblast (ukrainsk: Кіровоградська область, tr. Kirovohradska oblast) er en af Ukraines 24 oblaster, beliggende i den midterste del af landet, vest for Dnepr.
Oblasten grænser op til Tjerkasy oblast mod nord, mod nordøst til Poltava oblast, mod sydøst til Dnipropetrovsk oblast, mod syd til Mykolajiv og Odessa oblaster og  Vínnitsja oblast i vest.
Kirovohrad oblast blev grundlagt den 10. januar 1939 og har et areal på 24.588 km². Oblasten har 903.712 (2022) indbyggere. Oblastens største by og administrative center er Kropyvnytskyj (233.333). Andre større byer er Oleksandrija (82.636), Svitlovodsk (46.372) og Znamjanka (23.743).